# サントゥール

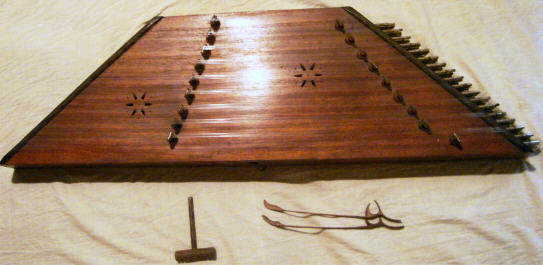
サントゥール

サントゥール(سَنتور)はイランの打弦楽器。クルミ製の台形の箱に多数の金属製の弦が張られ、メズラブと呼ばれる、クワやくるみの木を細く削って作った軽量な木製の棒状の撥で叩いて演奏する。メズラブは人差し指と中指の間で保持する。典型的なサントゥールは、3オクターブの範囲の音域があり、2組のブリッジを持つ。低音弦は真鍮、高音弦は鋼鉄が用いられる。
名前はペルシア語で百本の弦を意味する。アラム語のプサントゥリアやアッカド語のパントゥールが語源という説もある。北インドやイラク、トルコにも伝わっており同様の名前で呼ばれる。ギリシアではサンドゥーリと呼ばれる楽器がある。ハンガリーを中心とする東欧地域で見られるツィンバロム（ルーマニアではツァンバルなどとも呼ばれる）、ドイツやスイスなどのチロル地方のハックブレット、イギリス、アイルランド、アメリカなどで使われるダルシマー や中国の揚琴（ヤンチン）、朝鮮半島のヤングム（洋琴）、モンゴルのヨーチン、タイのキム（キムチンとも）等も同類の楽器である。

## 奏者
- ファラマルズ・パイヴァール
- パルヴィーズ・メシュカティアン
- アルダヴァーン・カームカール
- スィヤーバシュ・カームカール
- 谷正人
- 岩崎和音